# Johnny Mastro & Mama’s Boys
Johnny Mastro & Mama’s Boys ist eine 1994 gegründete Bluesband aus Long Beach (Kalifornien).

## Geschichte
1994 wurde die Band von Johnny Mastro gegründet. Erste Auftritte hatte die Band in verschiedenen Bluesclubs in Los Angeles. Ab 1996 ist sie Hausband im Babe’s & Ricky's, einem der ältesten und bekanntesten Bluesclubs im Großraum Los Angeles. Die Besitzerin, „Mama“ Laura Mae Gross, gab der Band den Namen Mama’s Boys.
Johnny Mastro & Mamas Boys spielen einen rauen Chicago Blues. Der Sound dieser Band ist einmalig, keine andere existierende Band klingt so wie die Mamas Boys. Rau, dreckig, hart durch Mark und Bein gehend dabei authentisch, ohne Klischees und ohne Kompromisse vorgetragen. Johnny sagt von seiner Musik: „sledge hammer blues“. Johnny Mastro kann man auf den Knien liegend auf den Bühnen antreffen, wobei er den kompletten Inhalt seiner Lungen in die Mundharmonika bläst. Smokehouse Brown lockt  dazu z. T. die schrägsten Töne aus seiner Gitarre und beansprucht dabei die sechs Saiten bis zu ihrem Anschlag. Jimmy und Mike sorgen mit Donner-grollendem Rhythmus für das nötige solide Fundament.
Zwischen 2001 und 2010 veröffentlichte die Band insgesamt fünf Alben und eine EP. Tourneen brachten sie ab 2004 auch nach Europa, wo Belgien, Frankreich, die Niederlande, Großbritannien und Deutschland Stationen waren.
2006 und 2007 spielten sie auf zwei der großen europäischen Festivals, 2006 beim Moulin Blues Festival im niederländischen Ospel und 2007 beim Peer Blues Festival in Belgien. Im Mai 2009 folgte die erste Deutschlandtour. 2010 waren sie erneut Gast beim Moulin Blues Festival im niederländischen Ospel. Zum 25-jährigen Jubiläum hatte der Veranstalter sie als eine der Highlights verpflichtet.
2011 spielt Johnny Mastro den Song „JJ’s Man“ als Hommage auf den zu früh verstorbenen Roadmanager Jean-Jacques Dessenne ein. Der Song erschien 2012 auf dem Album „Luke’s Dream“, das bei RipCat Records am 16. Juni erschien. Im August/September 2012 erfolgte die insgesamt 7. Europa-Tour.

## Alben
- 2001 – „Pinch that Snake“ (Mamas Boys Rec.#1)
- 2003 – „Chicken & Waffles“ (Mamas Boys Rec.#2)
- 2006 – „The Black Album“ (Nugene Records, cat.#603)
- 2007 – „Take me to your Maker“ (Nugene Records, cat.#701)
- 2009 – „Captain Trappiste Vol.1 (EP)“ (Mama’s Boys Rec.#3)
- 2010 – „Beautiful Chaos“ (Rip Cat Records, cat.#1104)
- 2012 – „Luke’s Dream“ (Rip Cat Records, cat.#1109)
- 2015 – „Never Trust The Living“ (CSB Roxy Music)
- 2016 – „Captain Trappiste Vol.2 (EP)“ (Mama’s Boys)
- 2017 – „Captain Trappiste Vol.4 (EP)“ (Mama’s Boys)
- 2019 – „Captain Trappiste Vol.5 (EP)“ (Mama’s Boys)
- 2021 – „Elmore James For President“ (CBH, cat.#2039)